# Tengiz Chubuluri
Tengiz Chubuluri (georgiska: თემურ ხუბულური), född den 24 maj 1955 i Skra, Georgien, är en sovjetisk judoutövare.
Han tog OS-silver i herrarnas halv tungvikt i samband med de olympiska judotävlingarna 1980 i Moskva.